# Tsanareti
Tsanareti (en georgiano: წანარეთი con ortografía alternativa: Zanareti, Tsanaria, Canaria, Sanaria y Sanaryia) era una unidad administrativa-territorial histórica (jevi) en el Cáucaso altomedieval, que se encuentra principalmente en lo que ahora es la esquina noreste de la mjare (región) georgiana de Mtsjeta-Mtianeti.

## Historia
En sentido estricto, el término Tsanareti (reducido más tarde simplemente a Jevi, que en el altomedievo era llamada ya el desfiladero de Tsanareti) fue aplicado por los anales georgianos medievales al área alrededor del desfiladero de Darial, habitada por los zanares. Los componentes de esta tribu guerrera ya era conocida como sanares por Ptolomeo. Según el historiador árabe del siglo VIII, Masudi, los zanares, aunque eran cristianos, afirmaban que tenían su origen en Nizar b. Maad b. Murad, y luego de una rama de la familia Ukail. Aunque esta afirmación es completamente rechazada por los estudiosos modernos, los orígenes de los zanares todavía son inciertos al día de hoy. A veces se dice que la tribu es una rama de los sármatas. Vladimir Minorsky cree, sin embargo, que eran los hablantes de las lenguas nakh.
Cualquiera que fuese su origen, los zanares parecen haber adoptado, a lo largo de los siglos, muchas características de la cultura georgiana, incluido el idioma y la religión, y posteriormente se mezclaron completamente con el pueblo georgiano para formar uno de sus grupos etnográficos, los mojeves, que hasta hace poco se conocían como zanes o zones para los vecinos osetios.
En la lucha contra la ocupación árabe en Georgia, los zanares organizaron un poderoso levantamiento en la década de 770 y, según Ya'qubi, solicitaron la ayuda de los bizantinos, los jázaros y los saqalibas. La tribu rebelde pronto se convirtió en una fuerza dominante en la región histórica de Kajetia y jugó un papel crucial, hacia 787, en la formación del principado de Kajetia gobernado por un príncipe con el título de corobispo (chorepiscopus). A efectos prácticos, las fuentes árabes contemporáneas han utilizado la palabra Sanãryia para designar al principado en general. Sin embargo, los zanares parece que se debieron haber debilitado significativamente a principios del siglo IX, lo que permitió a su clan rival de los gardabanos elevar a su jefe Vache como chorepiscopus de Kajetia en la década de 830. A finales del siglo X, Tsanareti cayó bajo el dominio del reino de Hereti, cuyo rey Juan Senekerim adoptó el título de 'Rey de los zanares'.